# Love in Bloom
Love in Bloom ist ein Lied aus dem Film She Loves Me Not (1934) und wird dort von Bing Crosby gesungen. Die Musik wurde von Ralph Rainger geschrieben, während der Text von Leo Robin stammt.

## Hintergrund
Das Autorenduo Rainger und Robin schrieb das Lied ursprünglich für den Film Tempel der Schönheit, doch dort fand es keine Verwendung. Das Lied wurde schließlich von Bing Crosby in dem Film She Loves Me Not gesungen. Seine Version erschien außerdem als Schellackplatte (Brunswick 6936). Das Lied erhielt 1935 eine Oscarnominierung als Bester Song.
Der Song wurde nicht alleine durch den Film populär, sondern wurde auch von Jack Benny für dessen Fernseh- und Radioshow genutzt und wurde von diesem als Running Gag eingesetzt. Er erreichte so weitere Bekanntheit, so dass sich die Partitur über eine halbe Million Mal verkaufte. Während des Zweiten Weltkriegs verwendete Jack Benny den Song auch für den Wendepunkt seiner Karriere. Benny, bekannt als Komiker, trat bei einer Benefizshow im Hollywood Bowl 1944 auf und spielte den Song als Violinenkonzert zusammen mit Alfred Wallenstein und dem Los Angeles Philharmonic in vollem Ernst und ohne zu lächeln und erhielt dafür Standing Ovations sowohl vom Publikum als auch vom Orchester selbst.
Weitere populäre Versionen stammen von Paul Whiteman (1934), Spike Jones and his City Slickers und Erroll Garner.